# Fredy Fautrel
Fredy Fautrel (Avranches, 31 oktober 1971) is een Frans voormalig voetbalscheidsrechter. Hij was in dienst van FIFA en UEFA tussen 2007 en 2013. Ook leidde hij van 2003 tot 2016 wedstrijden in de Ligue 1.
Op 28 augustus 2003 leidde Fautrel zijn eerste wedstrijd in de Franse nationale competitie. Tijdens het duel tussen Lille en FC Metz (1–1) trok de leidsman vijfmaal de gele kaart. In Europees verband debuteerde hij tijdens een wedstrijd tussen St. Patrick's Athletic en Odense BK in de voorronde van de UEFA Cup; het eindigde in 0–0 en Fautrel trok eenmaal een gele kaart. Zijn eerste interland floot hij op 12 november 2005, toen Roemenië met 1–2 won van Ivoorkust. Tijdens dit duel hield Fautrel de kaarten op zak.

## Interlands
| Datum             | Plaats                        | Wedstrijd             | Uitslag | Competitie           | Kreeg geel | Kreeg voor de tweede keer geel en dus rood | Weggestuurd |
| ----------------- | ----------------------------- | --------------------- | ------- | -------------------- | ---------- | ------------------------------------------ | ----------- |
| 12 november 2005  | Le Mans, Frankrijk            | Roemenië – Ivoorkust  | 1 – 2   | Vriendschappelijk    | 0          | 0                                          | 0           |
| 15 november 2006  | Le Mans, Frankrijk            | Ivoorkust – Zweden    | 1 – 0   | Vriendschappelijk    | 1          | 0                                          | 0           |
| 21 november 2007  | Jerevan, Armenië              | Armenië – Kazachstan  | 0 – 1   | EK 2008 kwalificatie | 3          | 0                                          | 0           |
| 31 mei 2008       | Gelsenkirchen, Duitsland      | Duitsland – Servië    | 2 – 1   | Vriendschappelijk    | 1          | 0                                          | 0           |
| 28 maart 2009     | Larnaca, Cyprus               | Cyprus – Georgië      | 2 – 1   | WK 2010 kwalificatie | 7          | 0                                          | 0           |
| 5 juni 2009       | Jablonec nad Nisou, Tsjechië  | Tsjechië – Malta      | 1 – 0   | Vriendschappelijk    | 3          | 0                                          | 0           |
| 12 augustus 2009  | Solna, Zweden                 | Zweden – Finland      | 1 – 0   | Vriendschappelijk    | 3          | 0                                          | 0           |
| 3 maart 2010      | Glasgow, Schotland            | Schotland – Tsjechië  | 1 – 0   | Vriendschappelijk    | 0          | 0                                          | 0           |
| 29 maart 2011     | Tel Aviv, Israël              | Israël – Georgië      | 1 – 0   | EK 2012 kwalificatie | 5          | 0                                          | 0           |
| 5 februari 2013   | Saint-Leu-la-Forêt, Frankrijk | Senegal – Guinee      | 1 – 1   | Vriendschappelijk    | 0          | 0                                          | 0           |
| 10 september 2013 | Skopje, Macedonië             | Macedonië – Schotland | 1 – 2   | WK 2014 kwalificatie | 5          | 0                                          | 0           |